# Wolfsgrube (Militär)
Der militärische Begriff Wolfsgrube bezeichnet ein vorbereitetes Hindernismittel, bestehend aus einer Grube und einem oder mehreren darin mit einer Spitze nach oben eingesetzten Holzpfählen. Man unterschied zwischen kleinen und großen Gruben. Das Auswurfmaterial sollte verstreut werden. Die Gruben wurden schachbrettförmig vor dem Graben angelegt.
Der Begriff leitet sich vom zivilen Jagdinstrument der Wolfsgrube ab. Wolfsgruben wurden häufig im direkten Vorfeld von Festungen eingesetzt.

## Belege
1. ↑  Gerhard Hirschfeld et al. (Hrsg.): Enzyklopädie Erster Weltkrieg. Ferdinand Schöningh Verlag, Paderborn 2003. ISBN 978-3-50673-913-1